# جولواز
جولواز ( " غاليش " جمع مؤنث بالفرنسية؛ السيجارة اسم مؤنث بالفرنسية) هي علامة تجارية للسجائر من أصل فرنسي . يتم إنتاجه من قبل شركة التبغ الإمبراطوري بعد استحواذها على التاديس في يناير 2008 في معظم البلدان، ولكن يتم إنتاجه وبيعه بواسطة ريمستما في ألمانيا . حتى عام 2017، تم تصنيع السجائر في مصنع في ريوم ، بوي دو دوم ، في فرنسا، ولكن يتم تصنيعها الآن في بولندا.

## التاريخ

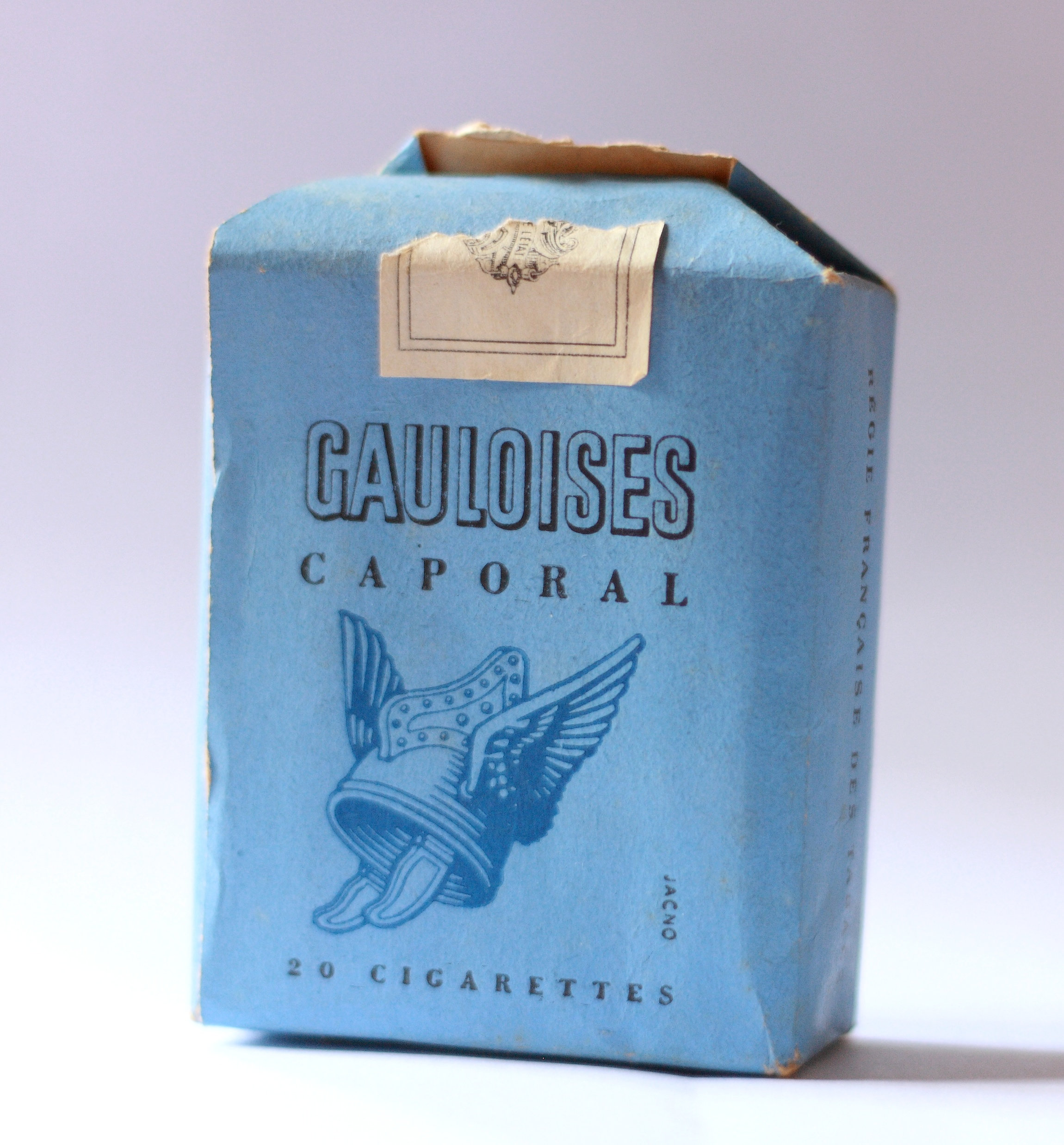
حزمة زرقاء مميزة مع شعار خوذة غاليك المجنحة من تصميم جاكنو

تم إطلاق جولواز بواسطة سيتا في عام 1910. كانت الجولواز التقليدية قصيرة وواسعة وغير مفلترة ومصنوعة من التبغ الداكن من سوريا وتركيا والتي أنتجت رائحة قوية ومميزة. تشتهر العلامة التجارية بقوة سجائرها، خاصة في نسختها الأصلية غير المفلترة. وبعد مرور أربعين عامًا، ظهرت سجائر جولواز المفلترة لأول مرة. في عام 1984، تم توسيع العلامة التجارية جولواز لتشمل التبغ الخفيف من النوع الأمريكي المزود بفلتر. تم إيقاف المنتج الأصلي غير المرشح، جولواز كابورال ، واستبداله بـ جولواز بورين، والتي هي أيضًا بدون مرشح ولكنها أقل قوة. تحتوي منتجات جولواز بورين على مستويات منخفضة من القطران والنيكوتين، بسبب قوانين التبغ الأوروبية، لكن التبغ لا يزال داكنًا وقوي المذاق.
منذ عام 2018، يتم إنتاج سجائر جولواز في بولندا بعد أن أغلق آخر مصنع تصنيع في ريوم ، بوي دو دوم، أبوابه في نهاية عام 2017.
بين الحربين العالميتين، اعتُبر تدخين جولواز في فرنسا أمرًا وطنيًا وانتماءً إلى القيم "الوطنية" الفرنسية. ارتبطت العلامة التجارية بتدخين السجائر بويلو (مصطلح عامي يشير إلى جندي المشاة الفرنسي في الخنادق) ومقاتلي المقاومة خلال نظام فيشي . وكان شعارهم " Liberté toujours " ("الحرية إلى الأبد"). في 1939-1940، مُنحت بعض علب السجائر "علامة تجارية عسكرية" مميزة.
في مارس 1954، أطلقت شركة سيتا العلامة التجارية "جولواز ديسك بلو"، وكان الرئيس التنفيذي بيير جريمانيلي فخورًا بالتغليف الجديد الذي قال إنه سيزيد المبيعات.
ارتبطت العلامة التجارية أيضًا بشخصيات رفيعة المستوى وملهمة تمثل عوالم الفن (على سبيل المثال بابلو بيكاسو ) والنخبة الفكرية (على سبيل المثال جان بول سارتر ،  ألبير كامو وجان بودريار  ). وفي الموسيقى الشعبية، على سبيل المثال، عازف البيانو والملحن الفرنسي موريس رافيل ، والمغني الأمريكي جيم موريسون وأيقونة الموسيقى البريطانية جون لينون .
استخدم الفنان الأمريكي روبرت مذرويل عبوات وكرتون جولواز في العديد من الصور المجمعة، بما في ذلك سلسلة واسعة النطاق مع الحزم المحاطة بطلاء أكريليك أحمر ساطع، غالبًا مع خطوط محفورة في المناطق المطلية. في مقدمة كتابه لعام 2015 روبرت مذرويل: صناعة العملاق الأمريكي ، يقول صاحب المعرض برنارد جاكوبسون، "كان مذرويل يدخن لاكي سترايك ، لكنه في حياته المجمعة كان يدخن جولواز ، التي ينظم الآن حول عبواتها الزرقاء تكوينًا تلو الآخر، "غريب بالنسبة لي على وجه التحديد لأنه في المسار الطبيعي للأشياء لا أدخن السجائر الفرنسية". ومن خلال دمج حزم جولواز، فإنه يقدم إشارة بارعة ومكثفة إلى "الأزرق الفرنسي": إلى البحر الأبيض المتوسط ولوحة ماتيس ... إلى الدخان الملتف في تجميع تكعيبي ." 
هنري شاريير ، مؤلف ومدان فرنسي، يشير مرارًا وتكرارًا إلى تدخين جولواز في سيرته الذاتية بابيلون . هذا، جنبًا إلى جنب مع الروابط الرومانسية في فرنسا، جعل من جولواز علامة تجارية مشهورة بين بعض الكتاب والفنانين: في كل قصة ورواية كتبها خوليو كورتازار تقريبًا في باريس، يدخن الأبطال جولواز . كان جون لينون مدخنًا مشهورًا في جولواز الأزرق . كتب فرانك أوهارا في قصيدته "اليوم الذي ماتت فيه السيدة" عن الذهاب إلى "بائع التبغ في مسرح زيغفيلد" في نيويورك وطلب عرضًا "علبة من جولواز ". في رواية جون لو كاريه عام 1979 بعنوان شعب سمايلي ‏، تتضمن إحدى نقاط الحبكة الرئيسية إخفاء ميكروفيلم في علبة جولواز ، وهي المفضلة لدى فلاديمير.[بحاجة لمصدر] آن رايس ، التي كتبت باسم آن رامبلينج في روايتها بليندا (رواية رايس) عام 1986، جعلت من جولواز الاختيار المفضل للسيجارة لشخصيتها الرئيسية/بطل الرواية. تم ذكر تدخين جولواز في المسلسل التلفزيوني للمراهقين فتاة النميمة . الرقيب مورت كوبرمان يدخن جولواز في عدة روايات غامضة لريتشارد "كينكي" فريدمان .

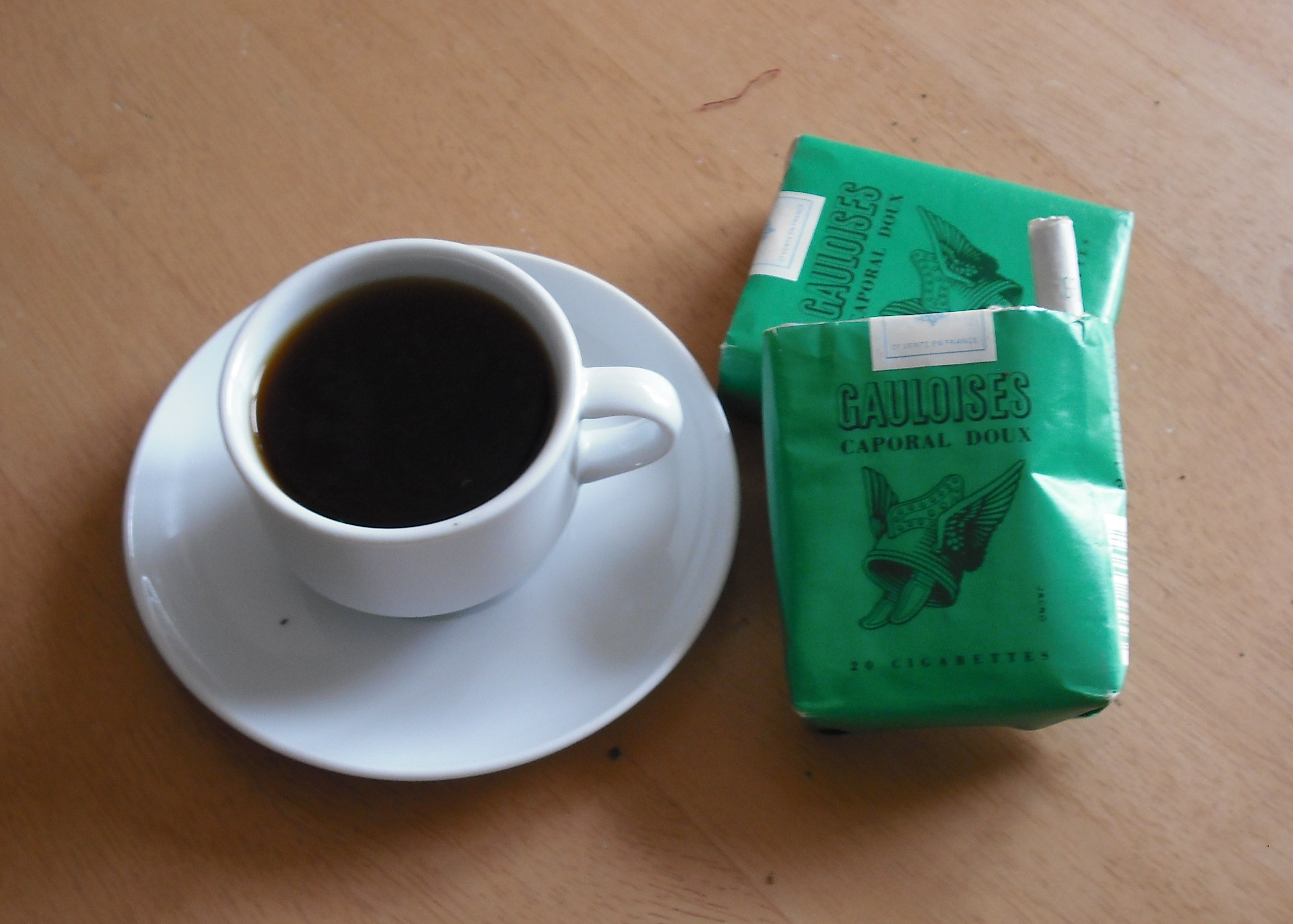
علبتين من حبوب غولواز الخضراء, (خالية من النيكوتين) مع قهوة سوداء

تم أيضًا الترويج لتدخين جولواز كمساهمة في الصالح الوطني: تم دفع جزء من أرباح بيعها إلى هيئة التبغ الفرنسية ، وهي شركة شبه حكومية مكلفة بمراقبة استخدام التبغ، خاصة من قبل القاصرين، وتوجيه رقابتها. الأرباح نحو أسباب مفيدة اجتماعيا. عزز مصممو حزمة جولواز التقليدية الهوية الوطنية من خلال اختيار ظل فرنسي مميز للون الأزرق (مثل موسيقى البلوز المستخدمة لاحقًا في أعمال الفنان الفرنسي إيف كلاين ).
جون فروسكيانت ، عازف الجيتار السابق في فرقة ريد هوت تشيلي بيبرز ، قام بتدخين جولواز ، كما هو مذكور في كتاب Scar Tissue من تأليف صديق وزميل الفرقة أنتوني كيديس.[بحاجة لمصدر] خلال الفترة التي قضاها في كلية مارلبورو في أوائل الستينيات، كان المغني وكاتب الأغاني الإنجليزي نيك دريك يستمتع بتدخين سجائر القرص الأزرق مع صديقه جيريمي ماسون، في الشارع الرئيسي بالمدينة.
تم إغلاق آخر مصنع لإنتاج جولواز في ليل عام 2005.
في يوليو 2016، نظرت الحكومة الفرنسية في فرض حظر على كل من علامتي سجائر جولواز و جيتانس لأنها اعتبرت "أنيقة للغاية ورائعة". وينطبق الحظر أيضًا على العلامات التجارية بما في ذلك مارلبورو الذهبي و فوغ و لاكي سترايك وفورتونا . إنها نتيجة لقانون جديد للصحة العامة يستند إلى توجيه أوروبي ينص على أن منتجات التبغ "يجب ألا تحتوي على أي عنصر يساهم في الترويج للتبغ أو يعطي انطباعا خاطئا عن خصائص معينة". وكتبت أربع شركات تبغ كبرى إلى الحكومة تطلب توضيحات بشأن القانون المحتمل، داعية إلى عقد اجتماع عاجل لمناقشة تفاصيل الخطة. واتهموا في الرسالة وزيرة الصحة الفرنسية ماريسول تورين بالتطبيق "التعسفي وغير المتناسب" لتوجيهات الاتحاد الأوروبي.

## مشاكل قانونية
تم تصنيع السيجارة بواسطة شركة سيتا ولكن كان عام 1999 بمثابة عام تاريخي. تبلورت الصعوبات القانونية عندما رفع صندوق التأمين الصحي الفرنسي دعوى قضائية بقيمة 51.33 مليون فرنك ضد أربع شركات سجائر، بما في ذلك شركة سيتا، لتغطية التكاليف المقدرة والمستمرة لعلاج الأمراض المرتبطة بتدخين السجائر. وأعقب ذلك دعوى رفعتها عائلة أحد المدخنين الشرهين المتوفى وشركة التأمين الصحي الحكومية الفرنسية، كيس بريمير دي سورنس مالادي ، للمطالبة بالتعويض عن تكلفة العلاج الطبي للمتوفى وعن إنتاج منتج خطير يسبب الإدمان. وبالتالي، تم إسناد إدارة العلامة التجارية لشركة التاديس ، بملكية فرنسية وإسبانية مشتركة، واستمرت هذه الشركة في التصنيع والتوزيع الدولي حتى استحواذ شركة التبغ اللإمبراطوري عليها.
في 30 أكتوبر 2007، حكمت الغرفة الجنائية بالمحكمة العليا الفرنسية ضد شركة سيتا، متهمة إياها بتوقيع اتفاقية شراكة مع منظمي مهرجانات فرانكوفوليس 2000-2002 لاستخدام عناصر العلامة التجارية المرئية لـ جولواز الأشقر .

## رعاية الرياضة

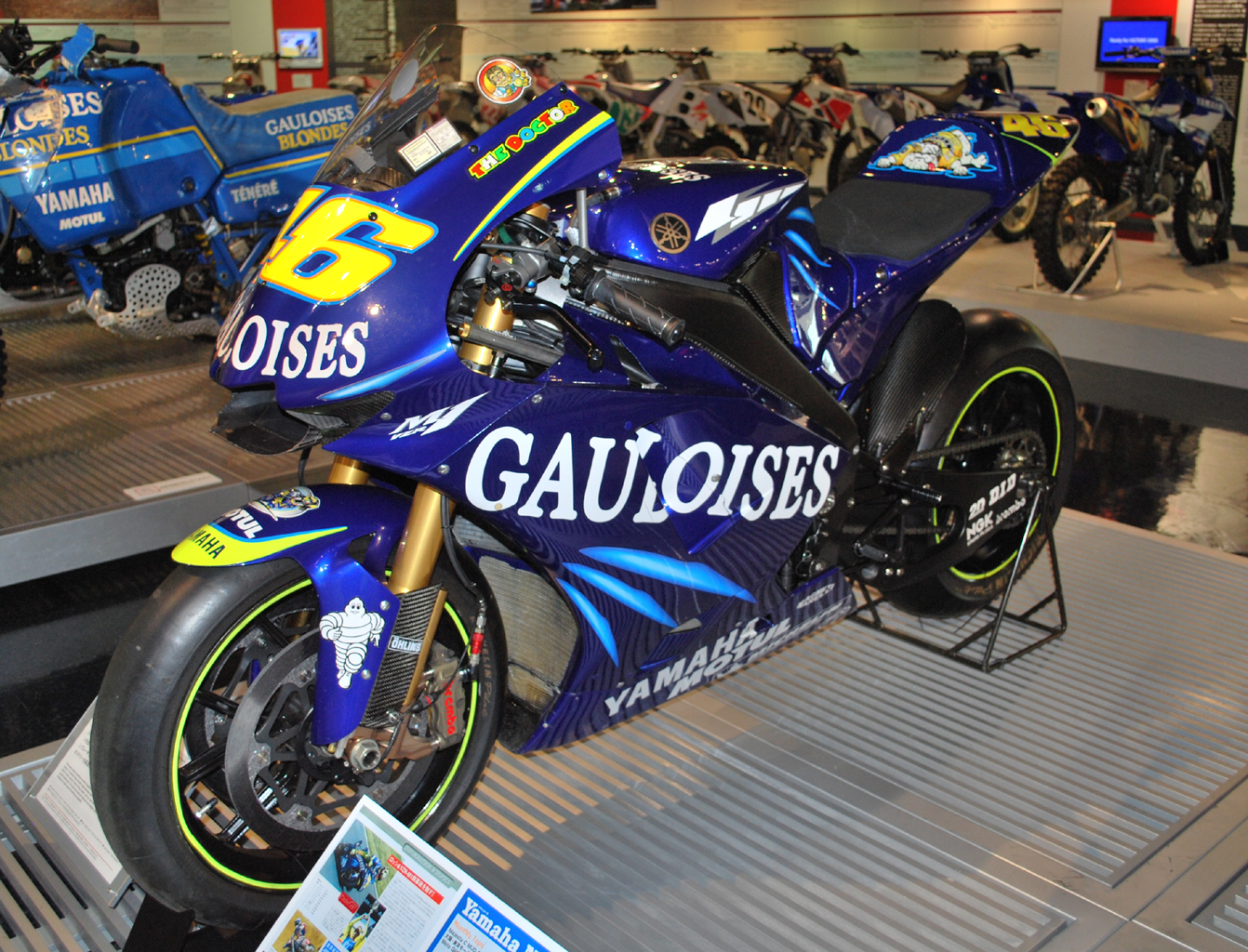
يتم عرض دراجة ياماها YZR-M1 الخاصة بفالنتينو روسي في موسم سباقات الدراجات النارية لسباق الجائزة الكبرى لعام 2004.

### رعاية السيارات
كان جولواز الراعي الرئيسي لفريق إيكيب ليجر فورمولا 1 في عام 1996، ليحل محل العلامة التجارية الشقيقة جيتانس ، بالإضافة إلى خليفتها جائزة بروست الكبرى من عام 1997 حتى عام 2000  قام جولواز أيضًا برعاية سيارات سيتروين التي يديرها كرونوس في بطولة العالم للراليات خلال بطولة العالم للراليات لعام 2006 .

### رعاية الدراجات النارية
كان جولواز الراعي الرئيسي لفريق مصنع ياماها في عامي 2004 و2005،  بالإضافة إلى فريق ستلايت تيك 3 من عام 2001 حتى عام 2004 عندما حصلوا على رعاية فورتونا في فئة سباق الجائزة الكبرى للدراجات النارية . كان جولواز الراعي الرئيسي للفرق في رالي داكار. قام جولواز أيضًا برعاية العديد من سباقات الجائزة الكبرى في تقويم الجائزة الكبرى للدراجات النارية، مثل سباق TT الهولندي ،  حلبة برشلونة-كاتالونيا وحلبة برنو .

## الأسواق
يتم بيع جولواز بشكل رئيسي في فرنسا ، ولكنه كان أو لا يزال يباع في أستراليا وكندا ولوكسمبورغ وبلجيكا وهولندا والنرويج والسويد والدنمارك وألمانيا والنمسا وسويسرا وإسبانيا وإيطاليا واليونان وبولندا ورومانيا والمجر وكرواتيا . وصربيا وجمهورية التشيك وسلوفينيا وأوكرانيا وبيلاروسيا والمغرب وتونس والجزائر ومدغشقر وسوريا وإسرائيل والإمارات العربية المتحدة وتايلاند والمكسيك وجنوب أفريقيا والأرجنتين .
لم تعد جولواز متوفرة في المملكة المتحدة وروسيا .[بحاجة لمصدر]

## أنظر أيضا
- التدخين في فرنسا
- جيتانيس
- تاباك دي تروب في ويكيبيديا الفرنسية fr:Tabac de troupe